# Habenaria notabilis
Habenaria notabilis är en orkidéart som beskrevs av Rudolf Schlechter. Habenaria notabilis ingår i släktet Habenaria och familjen orkidéer. Inga underarter finns listade i Catalogue of Life.